# Bletilla foliosa
Bletilla foliosa es una especie de orquídea que es originaria de Asia. 

## Descripción
Las plantas alcanzan un tamaño de 15-20 cm de altura con rizoma subglobosos, de 1-1.5 cm de diámetro. Tallo corto, de   3 cm, gruesos, delimitado por las bases de las hojas y vainas tubulares, con 2 o 3  hojas. Hojas basales, elíptico-lanceoladas, de 5-12 x 0,8-3 cm, la base se contrae en vaina amplexicaule , ápice agudo o acuminado. Pedúnculo de 7-15 cm, delgado, con 1 bráctea corta de revestimiento; raquis flexuoso  de 1-2 cm, simples, 1-3-flores, brácteas florales a menudo caducifolias en la antesis, oblongo-lanceoladas, de 5-8 mm, por lo general mucho más cortas que el ovario, ápice agudo. Flores suberectas de color púrpura pálido; pedicelo y ovario torcido, 7-9 mm. Sépalos blancos, teñido de púrpura, linear-lanceoladas, de 11-13 x   3 mm, ápice subagudo. Pétalos blancos, teñidos de púrpura, lanceoladas, de 11-13 x 3-3,5 mm, ápice agudo; labio blanco, con pequeñas manchas violáceas y ápice púrpura, estrechamente rómbico-obovado. Columna cilíndrica, de 8-9 mm, delgada, dilatada hacia el ápice; rostelo grande. Fl. May-Jun.

## Distribución y hábitat
Se encuentra en los bosques del sur de Yunnan y en Birmania y Tailandia.

## Taxonomía
Bletilla foliosa fue descrita por (King & Pantl.) Tang & F.T.Wang y publicado en Acta Scientia Sinica 1(1): 68. 1951.
Etimología
Bletilla: nombre genérico que tiene este nombre por su similitud con el género de orquídeas americanas Bletia, pero las orquídeas son más pequeñas.
foliosa: epíteto latino que significa "ricamente foliado".
Sinonimia
- Arethusa sinensis Rolfe
- Bletilla chinensis Schltr.
- Bletilla sinensis (Rolfe) Schltr.
- Jimensia sinensis' (Rolfe) Garay & R.E.Schult.
- Pogonia foliosa King & Pantl. basónimo[4][5]